# Gouri
Gouri (també s'esmenta com a Gori, Gory o Goury) és la principal població de la regió del Diafounou. Avui dia és una població d'un centenar d'habitants a la regió de Kayes.
El 12 de maig de 1887 es va signar en aquesta població el Tractat de Goury